# ŠRC Poloj
Športsko rekreacijski centar Poloj je športski i rekreacijski centar na lijevoj obali rijeke Save u Slavonskom Brodu.
ŠRC Poloj sadrži jednu od najljepših riječnih plaža u Hrvatskoj koje je omiljeno ljetno okupljalište Brođana, udaljeno od gradskog centra samo 3 km istočno. Predivna pješčana plaža na zavoju rijeke Save okružena je šumom.
Zahvaljujući moto susretima, Poloj je postao poznat i izvan Broda, prvenstveno po dobroj zabavi i atraktivnom okruženju. Pored keja, Poloj je važno mjesto gdje se grad susreće sa svojom rijekom – Savom. Za mnoge je Poloj i jedini sinonim za kupanje, sunčanje i godišnji odmor. Međutim, Poloj nudi puno više od toga: uređena mjesta za roštiljanje, travnato malonogometno igralište, igralište za odbojku na pijesku, dječje igralište, uređene okućnice te mali začinski vrt. Prostor se redovito održava i pod budnim je nadzorom Brodske ekološke udruge Zemlja – BEUZ.
Na kupalištu se mogu pronaći suncobrani i ležaljke, a za potrebno osvježenje na jednom od najatraktivnijih gradskih kupališta u Hrvatskoj osiguran je i aqua park kao dodatan rekvizit za zabavu. Sve kupače nagledaju organizirane spasilačke službe, a dio kupališta rezerviran je i za one koji dolaze s kućnim ljubimcima. Redovito se obavljaju testiranja kvalitete vode.
Do ovog uređenog kupališta vodi 2,5 km duga jogging i biciklistička staza. Posebna atrakcija su riječni splavovi s kućicama koji se protežu na cijelom potezu od gradskog riječnog šetališta do Poloja, tzv Splavarska ulica. Ova staza uvrštena je u top 10 najboljih ruta za trčanje u Hrvatskoj sudeći prema portalu runcroatia.

## Nagrade
Između 900 plaža koje je tijekom natječaja pregledala stručna komisija, pješčana plaža na Savi proglašena je kao jedna od četiri najbolje hrvatske plaže, a ovo posebno priznanje uručeno je 2013. godine gradonačelniku, u sklopu završne dodjele nagrada akcije „17. Turistički cvijet – kvaliteta za Hrvatsku“ za napredak u uređenju kontinentalne plaže.

## Vanjske poveznice
|  | Zajednički poslužitelj ima još gradiva o temi Športsko rekreacijski centar Poloj |

- Službena web stranica grada
- Poloj u Slavonskom Brodu: Je li ovo najljepša riječna plaža u Hrvatskoj
- Top 10 najboljih ruta za trčanje u Hvrvatksoj  Arhivirana inačica izvorne stranice od 10. kolovoza 2020. (Wayback Machine)